# Актуализатор
Актуализатор — в психологии, человек являющийся противоположностью манипулятору, исходной позицией является самоценность себя и других людей. Называется так потому что актуализирует свой внутренний потенциал. По оценке Абрахама Маслоу, к актуализаторам можно причислить лишь один процент людей. Актуализатор в отличие от манипулятора объединяет в себе множество типов поведения, он гибок и волен в выборе поведения в зависимости от своего внутреннего состояния.

## Основные характеристики актуализаторов
- Честность, искренность
- Осознанность, интерес, полнота жизни
- Свобода, открытость
- Доверие, вера, убеждённость